# Asota sangirensis
Asota sangirensis là một loài bướm đêm trong họ Erebidae.